# Pierre Granier-Deferre
Pierre Granier-Deferre (Parigi, 22 luglio 1927 – Parigi, 16 novembre 2007) è stato un regista e sceneggiatore francese.

## Biografia
Dopo gli studi superiori a Parigi, frequentò un corso di recitazione presso l'IDHEC (Institut des hautes études cinématographiques) e successivamente lavorò come assistente alla regia per Carné, Berthomieu, Le Chanois, Camus. 
Nel 1953 diresse il suo primo cortometraggio, La fête enchantée.
Esordì come regista di lungometraggi a soggetto con Ascensore di lusso (1962), ma guadagnò la popolarità dirigendo due film con Jean Gabin, Il clan degli uomini violenti (1970) e Le chat - L'implacabile uomo di Saint Germain (1971).
Direttore di personaggi nel segno della grande tradizione francese, realizzò film caratterizzati da un uso sempre accorto degli attori, anche se fu spesso criticato per un eccessivo classicismo in netta contrapposizione con la svolta della nouvelle vague. Con grande senso del mestiere diresse interpreti che dominavano la scena con la loro personalità, quali Alain Delon, Simone Signoret, Romy Schneider, Jean-Louis Trintignant, Michel Piccoli, Philippe Noiret, rispetto ai quali preferì sempre restare in seconda fila, tanto da dichiarare in più occasioni di essere più interessato alle interpretazioni che alle atmosfere o al décor e di non volere che il pubblico avvertisse la presenza del regista dietro la macchina da presa.
Per il film Gioco in villa (Une étrange affaire), nel 1981 ricevette il premio Louis-Delluc, uno tra i più ambiti della cinematografia francese, destinato al miglior film dell'anno.
Quasi tutti i suoi film traggono origine da romanzi, spesso da opere di Georges Simenon. A questo proposito sono da citare anche i suoi lavori per la televisione, come alcune fiction e diversi episodi della serie Il commissario Maigret, tratti appunto da Simenon.
Aveva sposato in prime nozze l'attrice Annie Fratellini, da cui ebbe Célia, attrice; Denys nato nel 1949, anch'egli regista cinematografico; Marie e Valérie. Nel 1967 aveva poi sposato l'attrice inglese Susan Hampshire, conosciuta sul set del film Un uomo e due donne, da cui ebbe altri due figli. Morto nel 2007, è stato sepolto nel Cimitero d'Auteuil.

## Filmografia

### Regista
- Ascensore di lusso (Le petit garçon de l'ascenseur) (1962)
- Les aventures de Salavin (1964)
- Sotto il tallone (La métamorphose des cloportes) (1965)
- Un uomo e due donne (Paris au mois d'août) (1965)
- Un ragazzo e una ragazza (Le grand dadais) (1967)
- Il clan degli uomini violenti (La Horse) (1970)
- Le chat - L'implacabile uomo di Saint Germain (Le chat) (1971)
- L'evaso (La veuve Couderc) (1971)
- Un battito d'ali dopo la strage (Le fils) (1973)
- Noi due senza domani (Le train) (1973)
- L'arrivista (La race des seigneurs) (1974)
- La trappola (La cage) (1975)
- Dai sbirro (Adieu poulet) (1975)
- Una donna alla finestra (Une femme à sa fenêtre) (1976)
- Histoire d'amour (Le toubib) (1979)
- Gioco in villa (Une étrange affaire) (1981)
- Etoile du Nord (L'Étoile du Nord) (1982)
- L'amico di Vincent (L'ami de Vincent) (1983)
- L'homme aux yeux d'argent (1985)
- Non guardatemi (Cours privé) (1986)
- L'estate impura (Noyade interdite) (1987)
- La couleur du vent (1988)
- L'Autrichienne (1990)
- La voix (1992)
- Archipel (1993)
- Ospiti pericolosi (Le petit garçon) (1995)
- La dernière fête (1996)
- Il commissario Maigret (1991-2005) - serie televisiva. Episodi: Maigret et la vente à la bougie (1995), Maigret et l'enfant de chœur (1997), Maigret et la fenêtre ouverte (2001)